# Прва светлост (астрономија)
У астрономији, прва светлост је прва употреба телескопа (или неког другог, новог инструмента) при сликању неба. Инструмент је пре тога калибрисан током дана, тако да прва светлост није заиста прво коришћење инструмента, већ прво коришћење за прикупљање научних података. Фотографија која се притом сними није од великог научног значаја и није претерано доброг квалитета, јер сви инструменти телескопа још увек нису оптимално подешени. При снимању ове фотографије обично се изабере добро познато небеско тело.